# Kappel (Ebnat-Kappel)
Kappel (toponimo tedesco) è una frazione del comune svizzero di Ebnat-Kappel, nel Canton San Gallo (distretto del Toggenburgo).

## Geografia fisica
Kappel si trova nella valle della Thur.

## Storia

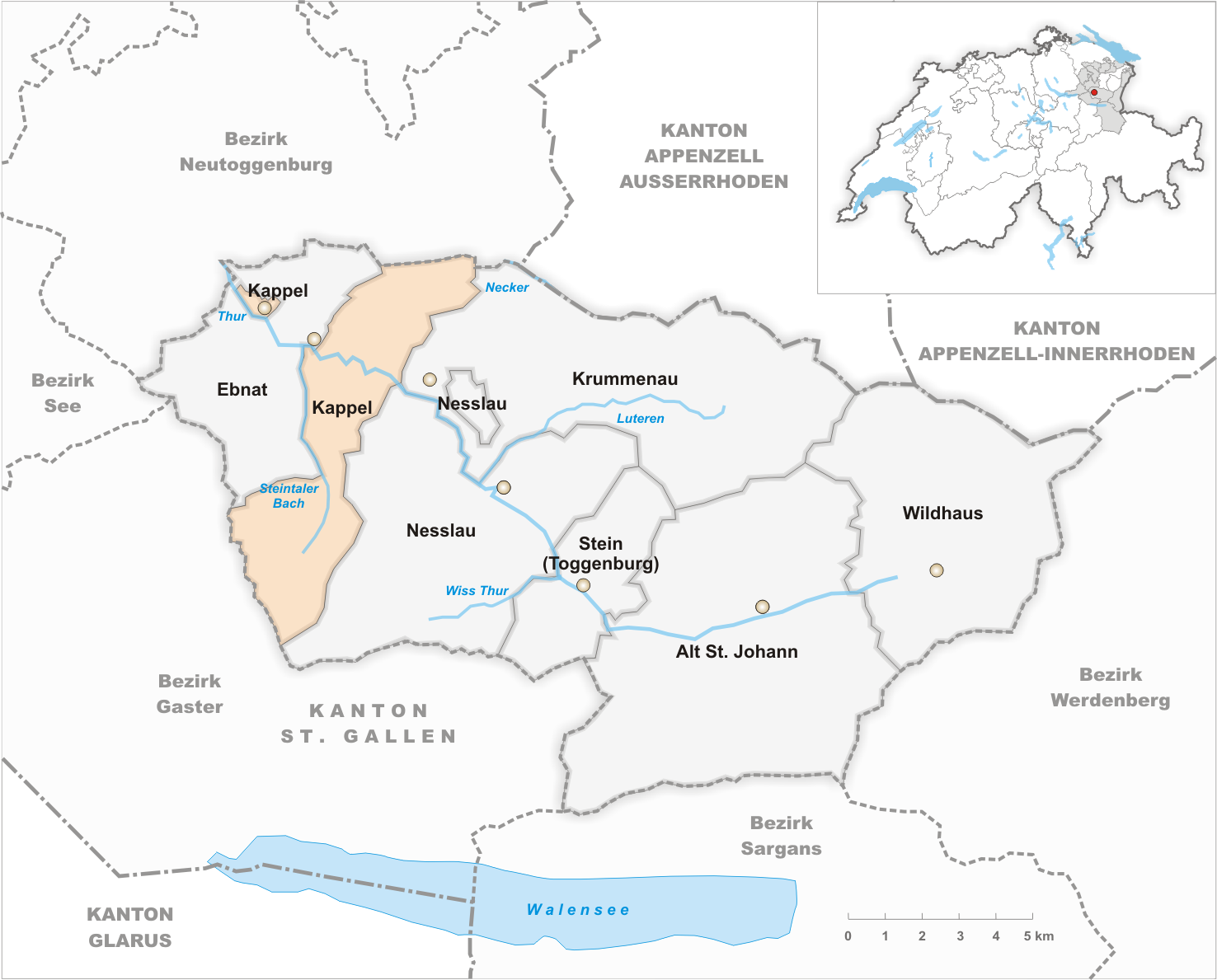
Il territorio del comune di Kappel prima degli accorpamenti comunali del 1965

Già comune autonomo istituito nel 1803, si estendeva per 23,74 km²; il nucleo del paese era separato dal resto del territorio da quello di Ebnat. Nel 1965 i due comuni sono stati soppressi e accorpati per formare il nuovo comune di Ebnat-Kappel.

## Monumenti e luoghi d'interesse
- Chiesa parrocchiale cattolica (paritaria dal 1593), attestata dal 1218[1];
- Casa Zum Felsenstein, costruita nel 1624 da Hans Heinrich Bösch[1].

## Società

### Evoluzione demografica
L'evoluzione demografica è riportata nella seguente tabella:
Abitanti censiti

## Economia
L'economia locale si basa prevalentemente sulla piccola industria.

## Infrastrutture e trasporti
Kappel attraversato dalla strada principale 16 ed è servito dalla stazione di Ebnat-Kappel, capolinea della Ferrovia Wil-Ebnat-Kappel (linea S8 della rete celere di San Gallo).